# Wedge Tomb von Kilcrimple

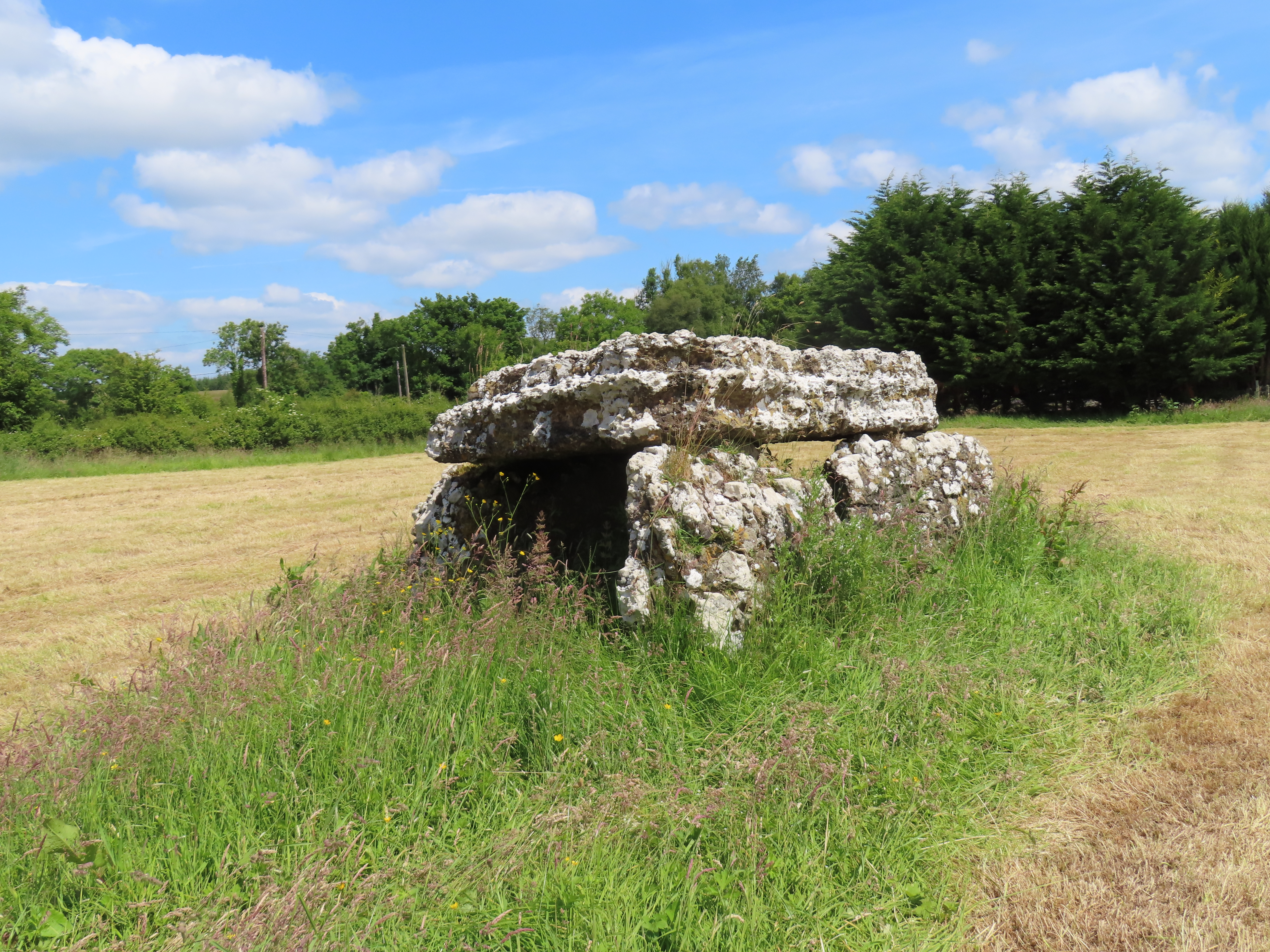
Wedge Tomb von Kilcrimple

Das Wedge Tomb von Kilcrimple (irisch Cill Chruimthir) ist ein massives Wedge Tomb südöstlich von Gort und östlich des Ballyturin Lough auf einer kleinen Anhöhe südlich der Straße R353 im County Galway in Irland. Es ist in einem ziemlich guten Zustand. Wedge Tombs (dt. „Keilgräber“), früher auch „wedge-shaped gallery grave“ genannt, sind ganglose, mehrheitlich ungegliederte Megalithbauten der späten Jungsteinzeit und der frühen Bronzezeit.
Es ist ein keilförmiger Kasten, der im Osten etwas niedriger und schmaler ist als im Westen. Es besitzt einen einzigen, etwa 3,4 m langen, 1,8 m breiten und 60 cm dicken Deckstein und einen etwa einen Meter hohen und 45 cm starken Seitenstein auf der einen und zwei auf der anderen Seite.  Die Gesamtlänge beträgt etwa 3,2 m und ist auf der östlichen etwa 50 cm länger als auf der westlichen. Die Frontplatte und das Material des Cairns fehlen.